# 南通农科大学校舍
南通农科大学校舍位于中国江苏省南通市崇川区濠南路2号、南通博物苑内东南，1906年张謇在此设立通州师范学校农科，1919年改称南通农科大学，1928年与医科大学、纺织大学组建为南通大学，后称南通学院农科，1952年迁往扬州并入苏北农学院（今扬州大学）。原校舍分布在启秀路南北两侧，今存南北两栋外形、结构与体量相同的两层砖木结构楼房，原为高中部校舍，歇山顶上覆以蝴蝶瓦。